# Theo Sander
Theo Nicolini Sander (* 8. Januar 2005 in Skørping) ist ein dänisch-französischer Fußballtorhüter, der aktuell für den dänischen Erstligisten FC Kopenhagen spielt.

## Vereinskarriere
Über verschiedene dänische Jugendmannschaften gelangte Sander, ein Sohn eines Franzosen, 2017 schließlich vom Partnerverein Gug Boldklub im Alter von 12 Jahre in die Nachwuchsabteilung des Aalborg BK. Bereits im Alter von 15 Jahren spielte er in der U19-Mannschaft und wurde Teil des Trainings der Profis. Für die U19-Mannschaft spielte er in der Saison 2020/21 25 Spiele und beendete die Spielzeit auf dem neunten Platz von 14 Mannschaften. Im Januar 2021 absolvierte er ein Probetraining bei Juventus Turin, entschied sich jedoch gegen einen Wechsel. Am 16. April 2021 war er beim 1:1-Auswärtsspiel gegen Vejle BK in der Superliga Abstiegsrunde im Alter von 16 Jahren erstmals Teil des Profikaders, blieb jedoch ohne Einsatz. In der Saison 2021/22 absolvierte er 17 Spiele mit der U19-Mannschaft, die die Spielzeit auf dem letzten Tabellenplatz beendete. Zudem kam er in einem Spiel der Reservemannschaft zum Einsatz und war mehrfach Teil des Kaders der ersten Mannschaft. Im Februar 2022 unterschrieb er einen Profivertrag bis Juni 2025.
Am 28. August 2022 debütierte er bei der 1:0-Auswärtsniederlage gegen den Randers FC im Alter von 17 Jahren, sieben Monaten und 20 Tagen in der Superliga für die erste Mannschaft des Aalborg BK. Damit wurde er zum bisher jüngsten Torhüter der Ligageschichte.
Nach 6 Jahren bei Aalborg wechselte der junge Torhüter Ende Juli 2023 zum FC Kopenhagen.

## Nationalmannschaft
Am 9. Oktober 2020 debütierte Sander beim 2:0-Sieg gegen die deutsche U16-Auswahl für die dänische U16-Nationalmannschaft.
Am 3. August 2021 debütierte er beim 1:0-Sieg gegen die österreichische U17-Auswahl für die dänische U17-Nationalmannschaft. Bei der U-17-Fußball-Europameisterschaft 2022 erreichte er mit der Mannschaft das Viertelfinale, scheiterte jedoch mit 2:1 gegen die serbische U17-Auswahl. Sanders kam in allen vier Turnierspielen zum Einsatz.
Am 15. November 2022 debütierte er beim 4:1-Sieg gegen die portugiesische U18-Auswahl für die dänische U18-Nationalmannschaft.

## Sonstiges
Sander spricht neben Dänisch auch fließend Französisch und auch gut Englisch.